# Provinz Sondrio
Die Provinz Sondrio (italienisch Provincia di Sondrio) ist eine italienische Provinz in der Region Lombardei. Hauptort ist die Stadt Sondrio. Die Provinz hat 178.873 Einwohner (Stand 31. Dezember 2023) in 77 Gemeinden auf einer Fläche von 3.211,9 km². 

Historische Gebietekarte der Provinz Sondrio

Sie umfasst im Wesentlichen das Veltlin. Die Provinz Sondrio umfasst die alten Talschaften Chiavenna (Val San Giacomo und Valchiavenna), Veltlin und Bormio. Das Gebiet gehörte 1512–1797 zum Freistaat der drei Bünde.

## Größte Gemeinden
(Stand: 31. Dezember 2023)
| Gemeinde               | Einwohner |
| ---------------------- | --------- |
| Sondrio                | 21.297    |
| Morbegno               | 12.279    |
| Tirano                 | 8.821     |
| Chiavenna              | 7.249     |
| Livigno                | 6.807     |
| Cosio Valtellino       | 5.541     |
| Talamona               | 4.599     |
| Teglio                 | 4.541     |
| Grosio                 | 4.294     |
| Bormio                 | 3.939     |
| Berbenno di Valtellina | 4.047     |